# Kloster Ter Doest
Kloster Ter Doest ist eine ehemalige Zisterzienserabtei in Belgien, im heutigen Gemeindeteil Lissewege der Stadt Brügge in Westflandern.

## Geschichte
Der Herr von Lissewege, Lambert, überließ 1106 eine Domäne mit Kapelle den Benediktinern, die dort eine Abtei errichteten. Diese schloss sich im Jahr 1175 als Tochterkloster der Abtei Ten Duinen in Koksijde aus der Filiation der Primarabtei Clairvaux dem Zisterzienserorden an. Die Abtei spielte eine wichtige Rolle bei der Bedeichung von Küstengebieten in Flandern, Zeeland und Holland und im Wollhandel. 1624 wurde sie mit Ten Duinen vereinigt. 1627 erfolgte die Verlegung nach Brügge. 1796 wurde das Kloster aufgehoben.

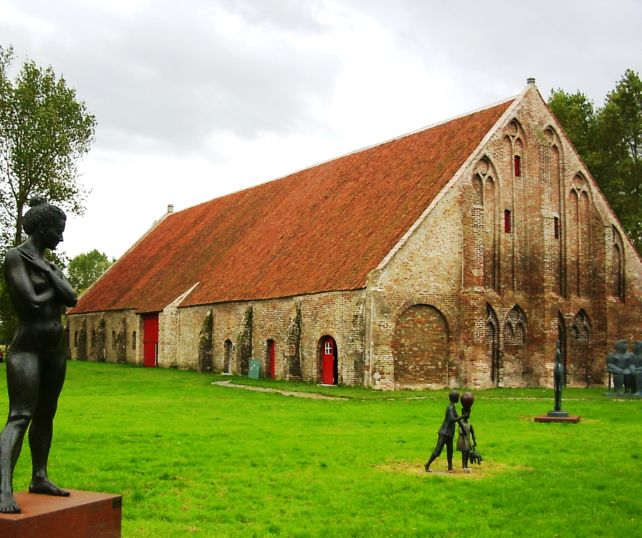
Zehntscheune des Klosters

## Anlage und Bauten
Von den Klostergebäuden ist nur die gut 50 m lange und über 30 m hohe Zehntscheuer aus dem Jahr 1250 erhalten.